# Геннштедт (Штайнбург)
Геннштедт (нім. Hennstedt) — громада в Німеччині, розташована в землі Шлезвіг-Гольштейн. Входить до складу району Штайнбург. Складова частина об'єднання громад Келлінгузен.
Площа — 10,33 км2. Населення становить 591 ос. (станом на 31 грудня 2020).